# 貝倫 (里瓦斯省)
貝倫（西班牙語：Belén），是尼加拉瓜的城鎮，位於該國西南部，由里瓦斯省負責管轄，始建於1862年1月30日，面積246平方公里，海拔高度69米，2005年人口16,428，人口密度每平方公里66.78人。
11°30′N 85°53′W / 11.500°N 85.883°W